# Kuba Sienkiewicz

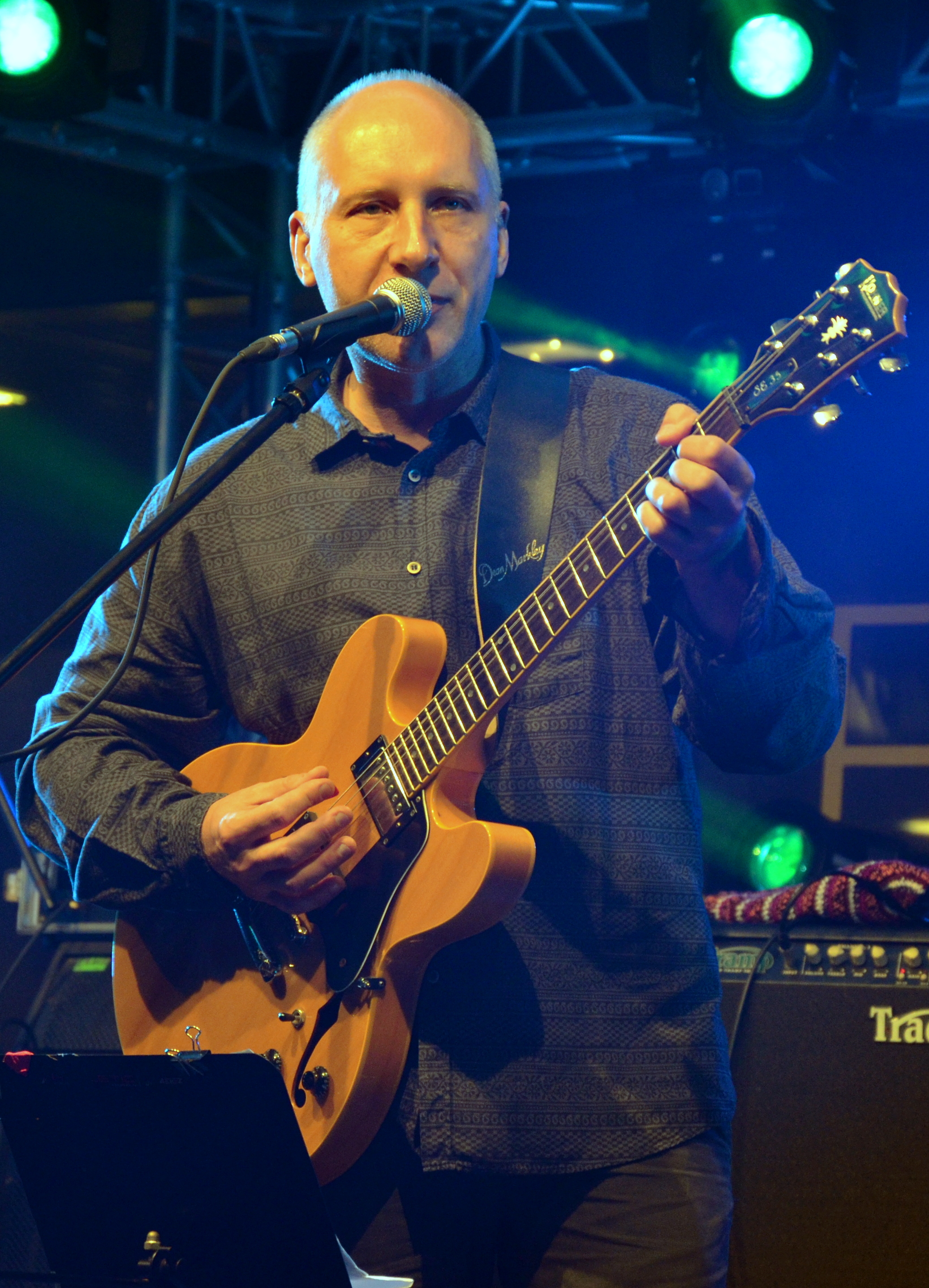
Kuba Sienkiewicz (2015)

Kuba Sienkiewicz (eigentl.: Jakub Wojciech Sienkiewicz; * 24. November 1961 in Warschau) ist ein polnischer Rockmusiker, Singer-Songwriter, Komponist, Autor und Neurologe.
Sienkiewicz gründete mit seinem Freund Piotr Łojek 1977 eine Musikgruppe mit dem Namen SPIARDL (Stowarzyszenie Piosenkarzy i Artystów Robotniczych Działaczy Ludowych, etwa: Vereinigung der Sänger und Künstler der Arbeiteraktivisten), die nur im Untergrund auftrat. Aus dieser Zeit stammen Songs wie Dziki (1978) von Łojek, der älteste Song der Elektryczne Gitary, Tatusia (1979), Piosenka polityczna und Trzecia Macocha von Sienkiewicz und Głowy Lenina (1982). in den 1980er Jahren schloss sich Mirosław Jędras der Gruppe an, die sich nun Zuch Kozioł nannte. Zu dieser Zeit trat Kuba Sienkiewicz auch als Sologitarrist in Andrzej Zeńczewskis Band Independence of Triangles und Jacek Kleyffs Na Zdrowie Orchestra sowie im Rahmen seines Engagements im Unabhängigen Studentenverband bei Studentenstreiks und in Privatwohnungen auf.  
1987 gründete er mit Krzysztof Bień, Piotr Łojek und anderen die Band Miasto, die bis 1989 bestand und mit Songs wie Widmo und Człowiek z liściem bekannt wurde. Seit 1990 gehört er der von Rafał Kwaśniewski gegründeten Band Elektryczne Gitary an, mit der er Konzerte gab und Platten aufnahm. Unter seinem eigentlichen Namen Jakub Sienkiewicz arbeitete er auch mit Musikern wie Jacek Wąsowski und Zbigniew Łapiński zusammen. Er nahm fünf Studioalben auf, komponierte und arrangierte mehrere Filmmusiken und übernahm Rollen in zwei Filmen von Olaf Lubaszenko.
Zwei Bücher mit seinen Songtexten – Kuba Sienkiewicz – Jestem z drowy und Jakub Sienkiewicz – Piosenki – erschienen 1994 bzw. 2004. In Zusammenarbeit mit dem Regisseur Mirosław Dembiński entstand 1994 der Film A ty co?, der Songs der Elektryczne Gitary (Przewróciło się, Żądze, Koniec, A ty co, Dzieci wybiegły, Cyrk, Nie wiem co to sen, Basen i my) verwendete und beim Medienfestival in Łódź den Sonderpreis Człowiek w zagrożeniu (Mensch in Gefahr) erhielt. Als zweite Sammlung seiner Songs entstand 1999 Muzyka przeciwko rasizmowi (Musik gegen Rassismus).
Auf dem Gebiet des Musik-Kabaretts arbeitete Sienkiewicz mit Marek Majewskis Śmietanka Łowicka und Scena Kabaretowa zusammen. Mehrfach trat er beim internationalen Songwriterfestival OPPA auf. Als Kolumnist publizierte er in den Zeitschriften Charaktery, Sukces, Muza und Primum homo.  Von 2002 bis 2006 war er Vizepräsident des Programmrates des Radiosenders Radio dla Ciebie. Am 2. Oktober 2010 trat er zum 30. Jahrestag der Gründung des Unabhängigen Studentenverbandes mit den Elektryczne Gitary auf. 2013 wurde er mit der bronzenen Gloria-Artis-Medaille für kulturelle Verdienste ausgezeichnet.
Daneben war Sienkiewicz stets als Arzt tätig. Nach dem Abschluss der Medizinischen Akademie in Warschau 1986 spezialisierte er sich auf die Neurologie. 1995 promovierte er mit einer Arbeit über die Parkinson-Krankheit; sein Mentor war Hubert Kwieciński. Er arbeitet als Assistent in der Neurologischen Abteilung der Warschauer Medizinischen Universität und veröffentlichte einen Leitfaden für Menschen mit Parkinson-Krankheit (Poradnika dla osób z chorobą Parkinsona).